# Forcipomyia bacoti
Forcipomyia bacoti är en tvåvingeart som först beskrevs av Ingram och John William Scott Macfie 1923.  Forcipomyia bacoti ingår i släktet Forcipomyia och familjen svidknott.
Artens utbredningsområde är Sierra Leone. Inga underarter finns listade i Catalogue of Life.